# Iridologia

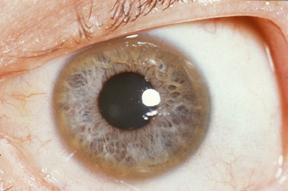
Un'iride che evidenzia un anello di Kayser-Fleischer nella cornea

L'iridologia è una pratica basata sull'osservazione dell'iride dell'occhio che, da coloro che la propongono, viene considerata una forma di analisi sullo stato di salute di un individuo. Si tratta di una pratica da considerare pseudoscientifica, non esistendo alcun fondamento alle sue teorie o alcun riscontro scientifico e fattuale che la convalidi. Diversi studi ne hanno provato l'inefficacia.
Secondo chi propugna l'iridologia, guardando l'iride di una persona, si potrebbe determinare l'esistenza di un problema non solo relativo all'iride stessa, bensì anche ad altri organi del corpo, fino a spingersi alle capacità mentali e psicologiche della persona. Gli iridologi, con la loro pratica, sostengono di poter determinare quale organo sia malato, anche in assenza di sintomi, ma non quale sia la presunta malattia.

## Storia
L'iridologia è nata in Ungheria nel tardo XIX secolo, ma già in passato si trovano tracce di studi sull'iride. Il primo testo che descrive le caratteristiche riflesse sull'iride è la Chiromantica Medica del fisico Meyens. Nelle medicine antiche vi sono i primi rudimenti di iridologia: nella cultura egizia l'occhio è per l'uomo ciò che il sole è nel sistema solare, da qui il culto per l'occhio di Horus. Nei papiri medici dell'antico Egitto (1500 a.C.) compaiono riferimenti all'analisi dell'occhio in relazione con le malattie. Nella tradizione medica cinese l'osservazione dell'occhio e dell'iride era utilizzata in senso diagnostico, legando le varie zone dell'iride e della sclera agli elementi costitutivi dell'uomo secondo agopuntura. In alcuni documenti mesopotamici risalenti al 669 a.C. si fa cenno alla presunta relazione esistente tra la variazione del colore dell'occhio con le malattie epatiche o con la vicinanza della morte. 
L'iridologia moderna nasce con la pubblicazione della prima topografia iridea nel 1886 sulla rivista Homeopätische Monatsblätter del Dottor Ignatz von Peczely; il primo testo pubblicato dallo stesso autore nel 1880, Scoperte nel regno della natura e arte di guarigione; secondo una tradizione del 1837, von Peczely all'età di dieci anni catturò un gufo nel giardino della sua casa in Ungheria, nel tentativo di fuggire dalla mano del suo predatore il gufo si ruppe una zampa e von Peczely notò immediatamente che gli si era formata una macchia nell'iride nel punto della posizione che nel grafico dell'iride corrisponde alla gamba; questo segno colpì molto il giovane Peczely il quale a distanza di tempo notò un fenomeno simile in un'iride umana, in seguito ai suoi studi di medicina divenne noto come "il medico che poteva formulare una diagnosi osservando gli occhi". 
Nello stesso periodo un altro ricercatore, il Reverendo svedese Nils Liljequist pubblica le prime osservazioni sulla variazione del colore delle iridi a seguito dell'assunzione di chinino e di iodio, nell'opera On Oegendiagnosen descrive in dettaglio le osservazioni del colore dell'iride dopo l'assunzione protratta di sostanze chimiche; il suo interesse per l'iride iniziò nel 1864 quando notò alcune alterazioni di colore nelle sue stesse iridi.
Una cosa interessante è che i due ricercatori disegnarono una mappa iridologica simile pur non essendo a conoscenza l'uno del lavoro dell'altro. Altre scoperte si devono al pastore Felke, che studiò i tipi costituzionali e il loro legame con la terapia omeopatica. All'inizio del secolo scorso l'iridologia si diffonde in Europa e negli Stati Uniti.

## Descrizione

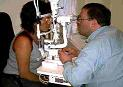
Una visita di iridologia

La parola iride deriva dal greco e significa arcobaleno per la sua colorazione o aureola perché è considerata come un'aureola che circonda la pupilla, è la sua pigmentazione che conferisce all'occhio il colore che lo caratterizza.
Secondo l'iridologia, l'iride sarebbe una speciale carta topografica che riprodurrebbe, nel suo piccolo, tutta la mappa del corpo umano, la sua anatomia, le sue funzioni: un minuscolo archivio in cui sarebbero trascritti la salute dei nostri organi e il benessere dell'anima. L'iridologia è, secondo alcuni, un metodo di analisi, essa sarebbe la valutazione dell'integrità dei tessuti, chiamati collettivamente costituzione perché comprende punti di forza e di debolezza intrinseca; tale analisi, secondo i seguaci dell'iridologia, può forse riconoscere forze e debolezze della costituzione individuale risalendo anche per quattro generazioni. L'affermazione non è supportata da nessuna prova scientifica. L'iridologo in base alla macchie e alle sfumature cromatiche dell'iride o alla forma della corona riuscirebbe ad individuare il tipo di costituzione del paziente (linfatica, ematogena, disbiotica, etc....) ed i possibili segni evoluti delle sue patologie, scoprendo alcune volte, secondo alcuni, le cause di quei disturbi che sfuggono ad una sicura definizione. 
L'iridologia si baserebbe, secondo alcuni, sull'osservazione di un organo, unico non ricoperto da membrane opache, nel pieno svolgimento delle sue funzioni biologiche.
Non esistono comunque prove scientifiche a favore di questa teoria, che risulta quindi essere una forma di pseudoscienza.
Lo stress può determinare quindi l'insorgenza di malattie organiche. In una valutazione energetica con l'esame dell'iride, si osserverebbe, secondo questa teoria, la lucentezza dell'iride, la sua velocità di contrazione, le presenza o meno di tessuto appartenente ad altre strutture oftalmiche.

### Iridologia costituzionale
I tre pilastri dell'iridologia sono:
- lo studio del terreno individuale
- le mappe iridologiche
- i segni iridologici.

Secondo la teoria dell'iridologia, le iridi si distinguono in tre gruppi principali: linfatiche,
ematogene, miste, originando tre tipi di costituzioni principali distinte poi in successivi sottogruppi. Tale metodo di studio sarebbe risultato tuttavia ultimamente troppo rigido e insufficiente a descrivere ogni tipologia di iride; uno dei sistemi più recenti è quello adottato da H.P.Willy Hauser - direttore della scuola di iridologia del Felke Institute e continuatore dell'opera di Josef Deck - che prevede uno studio per segni iridologici senza uno schema rigido; secondo tale metodo si definiscono: costituzioni, disposizioni e diatesi.
- Nella costituzione si prende in considerazione il colore di fondo dell'iride.
- Nelle disposizioni si analizzano le fibre connettivali che costituiscono la trama.
- Nelle diatesi si analizzano la presenza di colorazioni aggiunte al colore.

### Sclerologia
La sclerologia è quella branca dell'iridologia che si interessa dello studio della parte bianca del bulbo oculare (sclera) attraverso l'analisi dei capillari, della loro forma e della loro localizzazione. Sostenitori della sclerolgia hanno proposto una mappa dettagliata delle aree della sclera che corrispondono ai vari organi. Secondo loro si possono leggere i vari organi sulla sclera a seconda della presenza o assenza di capillari in quella zona oppure attraverso variazioni della forma del capillare, del vaso sclerale.

## La mappa dell'iride di Bernard Jensen
Nella mappa di Jensen si sono individuate 166 cosiddette aree, 80 nell'iride destra e 86 in quella sinistra. Per identificare meglio le specifiche zone si considera la mappa che corrisponde ad un'iride come il quadrante di un orologio, ad esempio l'area corrispondente al cervello occupa la posizione tra le 11 e le 13, i polmoni e la cassa toracica sono alle 3 nell'iride sinistra, le gambe alle 6. Le aree si configurano sia in senso circolare che radiale, cioè vi sono cerchi concentrici divisi in spicchi, lo schema della mappa è asimmetrico, complessivamente il grafico corrisponde alle zone anatomiche in cui si trovano gli organi e le diverse parti del corpo, ad esempio il cervello alla sommità, il piede in basso, i polmoni orizzontalmente fuori dalla circonferenza dell'iride, l'area delle viscere è più all'interno, la pelle è verso l'esterno. Vi è un'ulteriore suddivisione empirica in sette zone come aiuto per la localizzazione dei segni iridologici.

### Lacuna
Una lacuna in iridologia è un termine che indica un tessuto irideo aperto; 
le fibre dell'iride si allontanano una dall'altra determinando una forma a mandorla più o meno larga, in tal modo si può vedere il tessuto sottostante di colore più scuro.
Esistono varie forme di lacune con diverso significato a seconda della loro forma e grandezza:
- lacuna ad asparago
- lacuna a becco
- lacuna chiusa
- lacuna aperta

## La cosiddetta «Legge di Hering»
Il medico ottocentesco Ewald Hering, anti-empiricista propugnatore della teoria discreditata dell'Innatismo ed antagonista dello scienziato Hermann von Helmholtz, asseriva che...
("legge di guarigione" di Hering)